# Bullmastiff
 (août 2024).
- Si vous ne connaissez pas le sujet, laissez ce bandeau (vous pouvez alors contacter les auteurs).
- Si vous supprimez le contenu mis en cause (vous pouvez préalablement contacter les auteurs),

argumentez précisément cette suppression dans la page de discussion
(un manque de référence n'est pas un argument ; une recherche réelle de référence doit avoir été effectuée, être formellement documentée).
Le bullmastiff (parfois orthographié bull mastiff) est un dogue d'origine britannique. La pression de la mâchoire du bullmastiff peut atteindre 552 livres-force par pouce carré. 

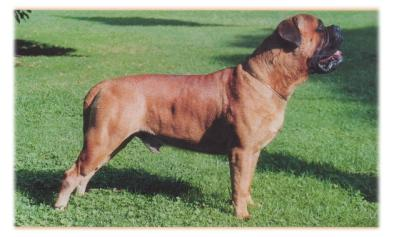
Bullmastiff adulte.

## Caractère et description
Sa construction est puissante mais harmonieuse dans ses formes, il donne une grande impression de force mais sans lourdeur. Il est doté d'une tête forte et carrée, son corps est compact et ramassé. Son poil est court avec un sous-poil dense, sa robe est fauve ou bringée. 
Son poids varie d'une quarantaine à une soixantaine de kilos pour une taille au garrot allant de 61 à 69 cm.
C'est un chien puissant, endurant et actif. Sa fidélité et son dévouement envers ses maîtres sont sans limites. Possédant une grande vigilance, c'est un excellent gardien. Le bullmastiff est un chien très sociable, doux avec les enfants mais aussi avec les personnes étrangères.

## Historique
Le bullmastiff fut créé au début du XIXe siècle pour lutter contre le braconnage nocturne[réf. nécessaire]. Les propriétaires terriens britanniques cherchèrent à obtenir par des croisements entre le mastiff (grand et lourd) et un ancien type de bulldog anglais (rapide et actif, un chien apte à cet usage). C'était alors le chien des garde-chasses ; il devait être capable de plaquer un homme à terre et de l'y maintenir en attendant les ordres. Il fut par la suite utilisé comme chien policier.

### La santé et le comportement du Bullmastiff
Le bullmastiff est un chien affectueux, il aime ses congénères sauf certains mâles. Il aime les balades, mais ne supporte pas la chaleur, c'est dû à son museau court il faut bien l'hydrater,
Concernant la santé, il fait partie de la famille des molosses, petit abcès au niveau des pattes à surveiller. Pour le soigner mettre du bicarbonate de soude dans un sachet avec de l'eau et masser la patte. L'infection cessera. Comme la plupart des chiens de grande race, le bullmastiff peut être sujet à la dysplasie (arthrose au niveau des articulations). 
Il est assez coûteux en nourriture. Il faut prendre le meilleur pour entretenir sa musculature. Il faudra le surveiller car les bullmastiffs sont très gourmands. 
Durée de vie : 7 ans en moyenne, selon les sondages d’éleveurs et de propriétaires. 
Le prix du chien varie entre 1300 euros et 1500 euros.[Où ?]